# Versalles

Lage von Versalles in Buenos Aires

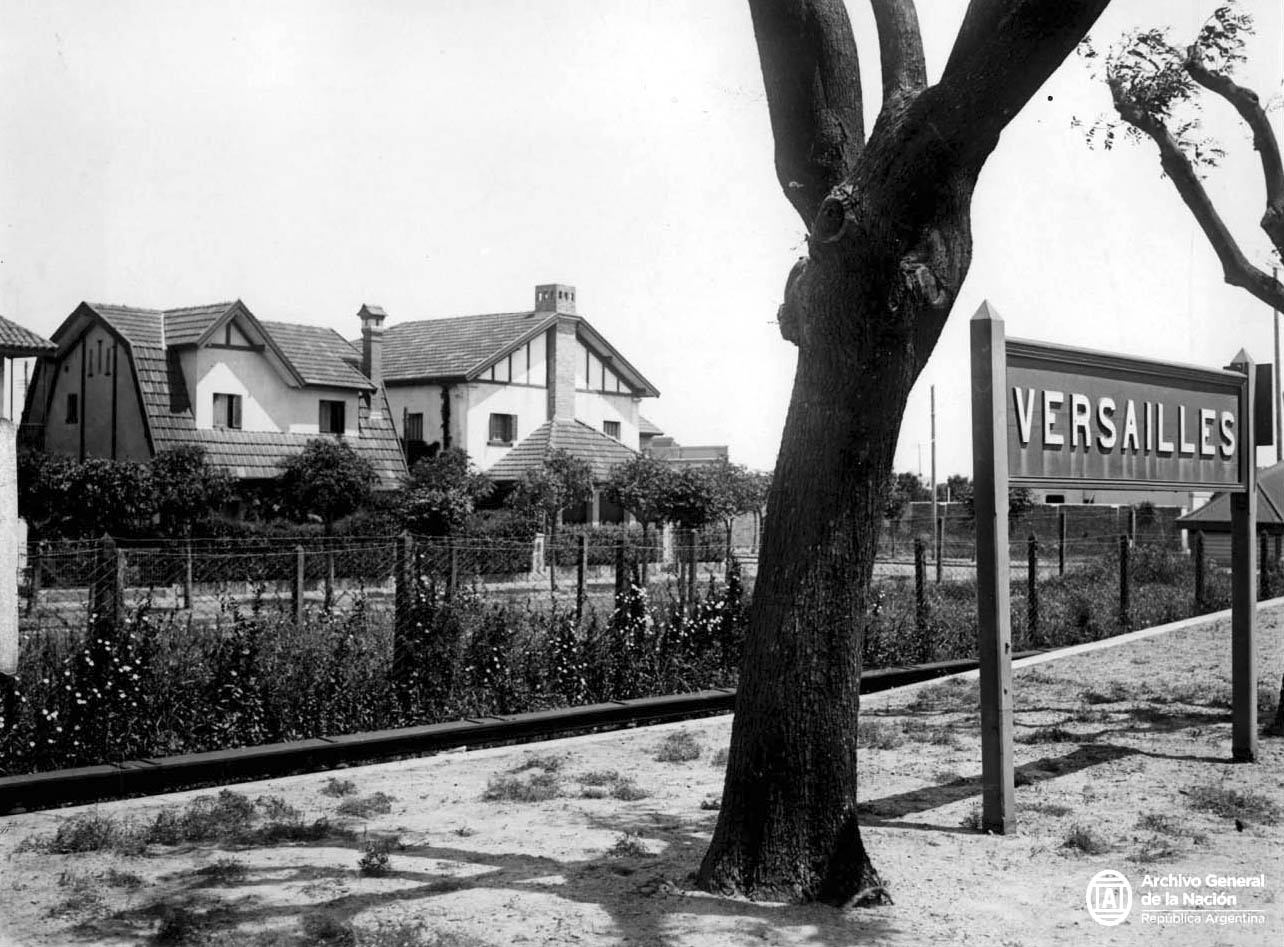
Historische Aufnahme des Bahnhofs von Versalles

Versalles ist ein Stadtteil im Westen der argentinischen Hauptstadt Buenos Aires. Er hat gut 14.000 Einwohner auf einer Fläche von 1,5 km² (Stand von 2001). Versalles gehört damit zu den kleineren Stadtteilen. Das Viertel ist Teil der Comuna C10. Versalles grenzt im Norden an Villa Real, im Osten an Monte Castro und im Süden an Liniers.

## Beschreibung
Das Gebiet, das heute Versalles ausmacht, war zunächst im Besitz von Don Pedro Fernández de Castro, dem Namensgeber des benachbarten Monte Castro. Am Ende des 18. Jahrhunderts fiel es als Erbe an Don Juan Pedro de Córdoba. Nach dessen Tod teilte seine Tochter Mercedes es in Parzellen auf. Im 19. Jahrhundert wechselten die Grundstücke noch mehrmals den Besitzer. 1911 kaufte die Bahngesellschaft „Ferrocarril Oeste de Buenos Aires“ das Land, um ihre Bahnstrecke nach Westen zu erweitern. Zu dieser Zeit kehrte der Betriebsarzt der Gesellschaft, Dr. José Guerrico, aus Paris zurück und regte an, den neuen Stadtteil nach dem Schloss Versailles bei Paris zu benennen.
Heute hat Versalles die meisten Grünflächen pro Einwohner (verglichen mit dem Rest der Stadt) und ist der höchstgelegene und ruhigste Stadtteil. Der Baustil der Häuser ist von der englischen Architektur beeinflusst.
In Versalles drehte 1985 Alejandro Doria den Film Esperando la carroza. 2001 entstand dort außerdem der Film El Hijo de la Novia.
Der Stadtteiltag wird jedes Jahr am 16. November gefeiert.